# Kazimierz III của Ba Lan
Casimir III Vĩ đại (tiếng Ba Lan: Kazimierz III Wielki; 30 tháng 4 năm 1310 – 5 tháng 11 năm 1370) làm vua Ba Lan từ năm 1333 đến năm 1370. Ông là con trai út của Władysław I ("Khuỷu tay dài") với mẫu hậu Jadwiga của Kalisz, là vua cuối cùng của triều đại Piast.
Casimir III thừa hưởng một vương quốc bị suy yếu bởi chiến tranh và làm cho nó thịnh vượng và giàu có. Ông cải cách quân đội Ba Lan và tăng gấp đôi diện tích của vương quốc. Casimir III cải cách hệ thống tư pháp và giới thiệu một cách quản lý tư pháp mới "rất Ba Lan". Ông xây dựng Đại học Krakow và mở rộng một số quyền lợi của người Do Thái Ba Lan. Về đối ngoại, Casimir III thực hiện chính sách đối ngoại hòa binh với Serbia, buộc vua Serb là Jan của Luxemburg từ bỏ quyền kế vị ngôi vua Ba Lan tại Namysłów năm 1348; ít lâu sau, Casimir lại từ bỏ chủ quyền với Silesia. Với sức mạnh của hiệp ước hòa bình Kalisz năm 1343, Casimir đã lấy lại vùng Dobrzyń bị các Hiệp sĩ Teutons chiếm đóng và đổi lại tạm thời cho Teutons cai quản Gdańsk và Pomerania. Trong triều đại của mình, Casimir III gây ảnh hưởng sang quốc gia của anh mình đang cai trị là Hungaria.
Ông qua đời năm 1370 mà không có con trai nối dõi. Cháu gọi bằng chú là Louis Vĩ đại lên ngôi

## Thiếu thời

### Giáo dục
Casimir sinh ngày 30 tháng 4 năm 1310 tại Kowal là con trai út của Władysław I và Jadwiga Bolesławówna. Cậu bé được rửa tội và lấy tên là "Casimir" - theo tên của vị tổ Casimir I của Ba Lan. Casimir có hai anh trai, Stefan và Władysław, người đã chết lần lượt vào năm 1306 và 1312 - Casimir là người thừa kế duy nhất của vua Wladyslaw ở tuổi mới lên hai. Ông cũng có ba chị em - Kunegunda, Elżbieta và Jadwiga.
Hoàng thái tử Casimir lớn lên tại quê nhà Wawel. Ông được học nhiều kiến thức của nhiều lĩnh vực ở người thầy Spycimir Leliwita, một luật sư và trí thức xuất sắc; Jarosław Bogoria của Skotniki - một tu sĩ Phanxicô. Khi hoàng tử được 10 tuổi, chị gái Elisabeth đã kết hôn với vua Hungary Charles I Robert, và vị Thái tử Casimir cùng bạn bè thường lui tới Budziński, lúc đó là trung tâm văn hóa và chính trị của khu vực.

### Hôn nhân
Giữa năm 1315, Thái tử Ba Lan được hứa hôn với công chúa Bonna, con gái của Jan xứ Luxemburg. Sau khi hai mẹ con của Bonna âm mưu lợi dụng cuộc hôn nhân nhằm chiếm ngai vàng Ba Lan, phía vua Serbia là Stefan Dushan hạ sinh hai hoàng tử kế vị cũng có âm mưu cướp ngôi, cha của Thái tử Ba Lan quyết định duy trì cuộc hôn nhân để có người thừa kế. Thấy được quyết tâm của vua Ba Lan, vua Serbia đã phải từ bỏ mưu đồ này vào khoảng năm 1319. Công chúa Bonna sau đó đã tái hôn với Frederick Meissen; Hoàng tử Normandy Jan Dobre.
Khoảng năm 1322, Casimir đính hôn với Anna, con gái của Fryderyk Piekna. Hai bên đã dự định kết hôn có thể rơi vào ngày 28 tháng 9 năm 1322, nhưng thất bại của Frederick trong Trận chiến Mühldorf đã làm cuộc đính hôn bị hủy bỏ. Casimir cuối cùng đã kết hôn với công chúa Lithuania là Aldona, con gái của đại công Gediminas. Công chúa Lithuania sau lễ cưới sẽ chịu phép báp-têm và lấy tên lại là Anna.

### Bệnh tật
Năm 1327 (hoặc ngay sau khi kết hôn), Thái tử Ba Lan bị bệnh nặng. Bệnh của hoàng tử hẳn đã đe dọa mạng sống của chàng trai, và hoàng hậu quyết định giao phó việc quản lý triều đình cho thánh Louis. Sau hơn một năm chữa trị, bệnh của Thái tử đã khỏi. Theo nguồn tài liệu ghi chép vào giai đoạn này thì một bức thư của hoàng hậu Ba Lan gửi Giáo hoàng Gioan XXII báo tin Thái tử đã khỏi bệnh và Giáo hoàng gửi lại thư chúc mừng (tháng 12/1327), kèm với con bò được làm sẵn để dâng tăng vị Thái tử trẻ tuổi.

### Sự kiện tại Hungaria
Trong những năm cuối đời, vua Ba Lan Wladyslaw I gửi Thái tử sang Hungaria để học tập quân sự. Ông đưa Thái tử Casimir đến Visegrad để được hỗ trợ quân sự, hoặc tăng cường liên minh chống lại liên minh Teutonic-Czech. Nhiệm vụ ngoại giao đầu tiên của Thái tử Ba Lan đã thành công.
Trong thời gian ở Hungaria, Casimir có quan hệ bí mật với người tình Klara Zach, một người bạn của chị gái Elisabeth. Có tài liệu còn ghi nhận Casimir đã hãm hiếp Klara. Chị gái biết chuyện đã cho hai em đến phòng ngủ và để họ tự do tâm sự. Do âm mưu gián điệp của Hiệp sĩ Teutons, Thái tử đã không đến nơi hẹn như sắp xếp của người chị. Tháng 4/1330, cha của Klara là Felicjan Zach đã xông vào cung điện của hoàng hậu Hungaria để mưu giết Thái tử Ba Lan. Felicjan Zach xông vào cung điện của hoàng hậu Hungaria và chém đứt bốn ngón tay của bà khi hoàng hậu đang cố gắng bảo vệ em trai. Khi Felicjan tấn công Thái tử Casimir, hắn lập tức bị giết chết bởi Jan Cselenyi, cận thần của hoàng hậu. Nhà vua Hungaria là Charles I đã ra lệnh giữ lại phần còn lại của kẻ ám sát và trưng bày công khai tại các thành phố lớn của Hungary. Thân nhân của Zach đã bị tiêu diệt và tước đoạt tài sản. Bản thân Klara đã bị đánh đập và bị đi diễu quanh các thành phố của đất nước. Phần còn lại của gia đình Zachów đã trú ẩn tại Ba Lan. Theo ghi chép của Jan Długosz và biên niên sử Venezia, vụ ám sát này là một âm mưu của Hiệp sĩ Teutons nhằm làm giảm uy tín của Thái tử Ba Lan.

### Thống đốc Wielkopolska, Sieradz và Kujawy
Ngay trước khi sang Hungaria một năm, Casimir theo cha để tấn công quân khởi nghĩa ở Chełmno (tháng 2/1329). Vào ngày 26 tháng 5 năm 1331, tại cuộc khởi nghĩa ở Chęciny, Wladyslaw I đã bổ nhiệm Kazimierz làm thống đốc của Wielkopolska, Sieradz và Kujawy (theo báo cáo của Rocznik małopolski và Rocznik Traski) với dự định sẽ dùng nơi này làm tiền đồn chống lại sự bành trướng của Hiệp sĩ Teutons. Theo Feliks Kiryk, nhiệm vụ của Hoàng tử là tổ chức bảo vệ các vùng đất được quản lý chống lại các Hiệp sĩ Teutons. Theo Jerzy Wyrozumski và Feliks Kiryka, chức danh thống đốc này chỉ là danh nghĩa, bởi vì không có bất kỳ tài liệu nào do Casimir ban hành trong thời kỳ làm thống đốc.
Việc bổ nhiệm Thái tử Ba Lan làm thống đốc ở vùng đất có vị trí chiến lược quan trọng làm dấy lên sự phản đối của các cựu quan chức, thống đốc Wielkopolska và Kujawy mà Wincenty của Szamotuły là kẻ cầm đầu. Wincenty ngầm liên lạc với vương hầu xứ Bradenburg để giúp quân đội. Viên quý tộc này cũng bị quý tộc Ba Lan nghi ngờ là dẫn quân Teutons sang xâm lược Ba Lan. Biết nơi ở của viên tân Thống đốc ở Pyzdry, Hiệp sĩ Teutons bất ngờ tấn công thành phố vào ngày 27 tháng 7. May mắn thay, Thái tử đã trốn thoát được.
Tháng 9/1331, liên minh Teutons và Lurxemburg lên kế hoạch cho cuộc tấn công Ba Lan. Thời cơ đến khi Przemysl Głogowski (đồng minh của vua Ba Lan) bất ngờ qua đời và người kế vị chưa kịp củng cố chính quyền Głogów, liên quân tiến đánh và bao vây Głogów. Thành phố đầu hàng vào ngày 2 tháng 10 năm 1331, nhưng sự chậm trễ của quân Lurxemburg đã phần nào ngăn chặn một liên minh ngầm giữa quân đội Séc và Teutons với Kalisz. Quân Ba Lan của Wladyslaw I tổ chức phản công quân Teutons. Trong trận bao vây Płowce, quân Ba Lan cùng với ⅓ số quân Teutonic đánh nhau quyết liệt. Lúc đầu, quân Ba Lan đại thắng đối phương. Nhưng khi quân Teutons bổ sung viện binh, quân Ba Lan liên tiếp thất bại và nhà vua phải cho quân đội, Thái tử rút lui khỏi chiến trường.
Không cam chịu thất bại, vua Ba Lan cùng con trai liền đem quân trả đũa trên vùng đất Chełmno (tháng 8/1332). Dưới áp lực của Giáo hoàng, một thỏa thuận ngừng bắn đã được ký kết trên Drwęca. Lợi dung khi hai bên còn đang thỏa thuận ngừng bắn, quân của vua Wladyslaw I tấn công vào Głogów; trong khi Thái tử thì đưa quân đánh vào Kościan và bức hàng 100 quân địch. Theo biên niên sử của Jan Dlugosz, Casimir đã thực hiện một chiến dịch tại Kościan theo cách riêng của mình, và thậm chí trái với ý muốn của cha mình. Điều này có thể chỉ ra rằng Wladyslaw I không muốn đưa con trai duy nhất của mình vào cuộc chiến tranh nguy hiểm

## Vua Ba Lan

### Đăng quang
Wladyslaw I của Ba Lan qua đời ngày 2/3/1333. Trước lúc lâm chung, nhà vua cho gọi con trai duy nhất là Casimir đến và yêu cầu Thái tử phải nỗ lực để chiếm lại vùng Dobrzyń và có lẽ Pomerania của Gdańsk. Tại Đại hội lãnh chúa, Casimir được tuyên bố là vua Ba Lan. Tuy nhiên, người em gái Jadwiga phản đối tân vương lập hoàng hậu người Lithuania là Anna làm hoàng hậu, nhưng không được em trai chấp nhận. Ngày 25/4/1333, Casimir chính thức được Tổng giám mục Gniezno là Janisław làm lễ gia miện và lên ngôi vua Ba Lan, hiệu Casimir III.

### Tình hình Ba Lan sau khi Casimir III lên ngôi
Sau khi Casimir III lên ngôi, nước Ba Lan đứng trước những sức ép lớn: diện tích chỉ hơn 100.000 km² (một số tài liệu ước tính bằng số khác nhau: 115 nghìn và 106 nghìn) và bao gồm hai tỉnh lớn - Małopolska và Wielkopolska (trung tâm Ba Lan) do triều đình quản lý; đất Sieradz và Łęczyca. Vùng Sieradz do quý tộc địa phương quản lý, lãnh chúa Władysław Garbaty cai quản vùng Łęczyca. Vùng Kujawy, Dobrzyn Land và Gdańsk Pomerania bị chiếm đóng bởi các Hiệp sĩ Teutons.
Quan hệ với Brandenburg - bất chấp Hiệp ước Landsberg được ký kết, đang có chuyển biến xấu. Vương quốc Ba Lan đã chính thức chiến tranh với nước Serbia và công quốc Silesia - ngoại trừ Świdnica, Jaworski và Ziębice đang thừa nhận quyền tối cao của vua Serbia, giống như công quốc Plock. Các đại công Mazovia vẫn đang giữ nước độc lập, miễn cưỡng chấp nhận tân vương Ba Lan. Hoàng tử Halychko-Włodzimierz là Bolesław II Jerzy Trojdenowic cần sự hỗ trợ nhiều hơn từ tân vương Ba Lan. Quan hệ với Lithuania có từ cuối thời Wladyslaw I đang tiến triển, thậm chí cố quốc vương Ba Lan trước khi qua đời cũng đã tính đến việc thành lập liên minh Ba Lan - Lithuania.

### Quan hệ với Luxembourg và nhà Wittelsbach

#### Quan hệ với Lurxemburg
Vấn đế Lurxemburg được xem là nan giải nhất đầu triều đại Casimir, khi vương quốc Ba Lan nhỏ bé đang phải đối đầu với hai thế lực đang lên là Hiệp sĩ Teutons và Lurxemburg. Lúc đầu, vua Ba Lan tính đến việc lôi kéo vua Jan của Lurxemburg thần phục - nhưng không dễ dàng gì bởi vì vua Bohemia đang ký hòa ước với Teutons rằng ông ta sẽ không ký kết thỏa thuận với Vua Kraków.
Để giải quyết vấn đề này, đầu tiên Casimir III ký kết thỏa thuận hai năm với Ludwig xứ Brandenburg nhằm ngăn chặn việc cướp bóc của Lurxemburg vào Ba Lan. Đến tháng 4/1335, Henryk Karyncki qua đời làm nổ ra cuộc tranh giành quyền cai quản Ba Lan và Bohemia giữa Casimir với Luxembourg, Habsburg và Wittelsbach. Lúc đầu, vua Ba Lan liên minh với Habsburgs và nhà Wittelsbach để chống lại Jan xứ Lurxemburg; điều này khiến vua Bohemia không hài lòng. Vào ngày 16 tháng 5 năm 1335 tại Frankfurt, một phái đoàn Ba Lan sang ký một thỏa thuận với Ludwig của Wittelsbach để lập liên minh. Bị Ba Lan bao vây tứ phía, vua Lurxemburg đã phải cầu hòa với vua Ba Lan và gửi con trai là hoàng tử Karl sang làm con tin. Các cuộc đàm phán với Lurxem đã kết thúc với việc Ba Lan - Lurxemburg ký kết thỏa thuận ngừng bắn ở Sandomierz vào ngày 28 tháng 5 năm 1336. Hệ quả của cuộc đàm phán này dẫn đến việc Ba Lan tăng dần uy thế và tiến tới buộc các vua Hungary Karol Robert, Przemyslaw Sieradzki và Władysław Garbaty dần thần phục; hơn nữa thỏa thuận cũng gây sức ép buộc Kalisz và Wrocław thần phục luôn. Hiệp sĩ Teutons bị cấm tham gia cuộc đàm phán này - đây là bước đầu thành công của ngoại giao Ba Lan. Một hệ quả nữa của Thỏa thuận 1336 là buộc vua Serb ngưng các cuộc chống phá Ba Lan; phá vỡ liên minh giữa các Hiệp sĩ Teutons và Luxembourg, mặc dù điều này không có nghĩa là chấm dứt hợp tác giữa họ.
Tháng 8/1336, vua Ba Lan cử một sang hòa đàm với vua Lurxemburg. Phái đoàn này gồm thành viên của Ba Lan, vua Hungaria Charles sang gặp vua Lurxemburg và ký kết Hiệp ước sơ bộ. Theo Hiệp ước này, vua Lurxemburg và con trai của ông này phải từ bỏ quyền kế vị ngôi vua Ba Lan, đổi lại vua Ba Lan đòi chủ quyền vùng Silesia. Đến ngày 19 tháng 11 năm 1336 trong kỳ họp Nghị viện tại Visegrad, Nghị viện Ba Lan chính thức phê chuẩn Hiệp ước tháng 8/1336. Với sự phê chuẩn này, Casimir III chính thức bỏ ra 20.000 kopeks mua đứt luôn quyền kế vị ngôi vua Ba Lan của vua Jan xứ Lurxemburg. Ngoài ra, Ba Lan lấy lại một mảnh đất ở Rudzka với một lâu đài ở Bolesławiec - vua Ba Lan ra điều kiện muốn lấy mảnh đất này thì phải phá hủy lâu đài Bolesławiec đi. Hiệp ước không chứa bất kỳ nghĩa vụ nào của Casimir đối với Silesia. Theo nghiên cứu của Jacek Elminowski thì trong hai cuộc đàm phán ở Trencin và đại hội Visegrad, vị trí của nhà vua Serbia tăng cường. Nhà vua Serbia thiết lập được liên minh với Hungaria và từ bỏ chủ quyền với Silesia. Hiệp ước cũng thúc đẩy cuộc hôn nhân giữa công chúa Ba Lan Elisabeth với hoàng tử Jan, con trai của tuyển hầu Henry XIV xứ Hạ Bavaria và Margaret xứ Luxembourg. Từ thời đại hội Visegrad năm 1335 trở đi, Casimir III được công nhận là một vị vua Ba Lan hoàn toàn hợp pháp. Trên đường về nước, Casimir ghé thăm nước Serbia theo lời mời của vua Stefan Dushan và lưu lại vài ngày.

#### Quan hệ với nhà Wittelsbach
Sau khi thỏa thuận xong với Luxembourg, vua Casimir III tìm cách trì hoãn việc thi hành thỏa thuận liên minh với nhà Wittelsbach. Nhà vua gửi các đại biểu như Mikołaj từ Biechów-voivode của Poznań, Jarosław xứ Iwno-castellan của Poznań và Otto, Thủ tướng của Wielkopolska đến đàm phán với nhà Wittelsbach. Trong cuộc đàm phán, các đại biểu Ba Lan thảo luận về việc giúp đỡ nhau chống kẻ thù chung và của hồi môn trong cuộc hôn nhân giữa công chúa Elisabeth của Ba Lan với hoàng tử Louis của Wittelsbach - hy vọng cuộc hứa hôn này sẽ được duy trì tương tự với cuộc hôn nhân giữa công chúa Ba Lan với hoàng tử Ludwig của Bavaria - con trai của Ludwig IV xứ Bavaria. Vua Ba Lan cũng định luôn cuộc gặp với tuyển hầu Brandenburg vào ngày 8 tháng 9 năm 1336 tại Wieleń hoặc Dobiegniew. Bằng cách này, Kazimierz, một mặt, tiếp tục gây áp lực lên Jan Luxemburg, mặt khác, ông tránh sự cần thiết phải đụng độ với nhà Wittelsbach - vì họ Wittelsbach đang là Hoàng đế La Mã thần thánh có thái độ chưa hòa thuận với Giáo hoàng trong bối cảnh Ba Lan có tranh chấp với Hiệp sĩ Teutons.

#### Quan hệ với nhà Habsburg - Lurxemburg
Kazimierz cố gắng dứt khoát phá vỡ sự hợp tác giữa Luxembourg và Teutons. Để kết thúc chuyện này, ông muốn có được Luxembourg. Vào tháng 6 năm 1336, cùng với vài trăm hiệp sĩ, ông đến Moravia để giúp các vị vua của Bohemia và Hungary chuẩn bị cho cuộc chiến tranh chống lại Habsburgs. Mục đích của cuộc chiến này là tranh thủ sự ủng hộ của Giáo hoàng Benedict XII - một đối thủ trung thành với vua họ Habsburgs.
Năm 1338, Hoàng đế La Mã thần thánh đã thỏa thuận với vua của nhà Anjou là Charles - trong đó Hoàng đế cam kết giúp đỡ nhà vua Serbia trong trường hợp vương quốc Serbia bị quân Ba Lan tấn công và Casimir III có âm mưu chiếm vùng Silesia. Trước tình hình này, Casimir ban hành một văn kiện ngoại giao gửi ngay cho chính quyền Luxemburg với nội dung là Ba Lan sẽ không xâm phạm nước Serbia. Theo Paweł Jasienica, Casimir III bị ép buộc phải có văn bản ngoại giao cho Lurxemburg, nhưng nhà vua trì hoãn nó trong hơn ba năm. Có lẽ vua Ba Lan dùng cách này để gây mâu thuẫn giữa các đối thủ và làm cho họ không để ý việc Ba Lan chuẩn bị chống lại quân Teutons theo một mật lệnh được vua ban ra toàn quốc vài ngày trước đó.
Khi tranh chấp với Hiệp sĩ Teutons chưa được giải quyết thì vua Casimir III nỗ lực thiết lập giao ước với Luxemburg bằng cuộc hôn nhân giữa nhà vua Ba Lan với công chúa Margaret xứ Lurxemburg. Nhưng khi Casimir đến Prague, công chúa Lurxemburg ngã bệnh vào ngày 11 tháng 7 năm 1341, bà qua đời. Tuy nhiên, hai ngày sau, thỏa thuận Ba Lan-Lurxemburg đã được ký kết. Theo thỏa thuận này, Casimir III cam kết hỗ trợ Luxemburg chống lại mọi kẻ thù ngoại trừ công quốc Świdnica và Vương quốc Hungary; đổi lại Lurxemburg tạo điều kiện cho kế hoạch con cái và hôn nhân giữa hai nước, vua Lurxemburg cũng hứa sẽ giúp quân đội cho Ba Lan chiến đấu với Hiệp sĩ Teutons. Theo Feliks Kiryk, các Hiệp sĩ Teutonic không bị loại trừ. Với sự đồng ý của Luxemburgs, Casimir đã nhận được đất Namysłów (với Namysłów, Kluczbork, Byczyna và Wołczyn) như một cam kết cho một khoản vay được cấp cho Bolek, Legnica-Brzeski - tạo điều kiện cho việc Ba Lan sẽ chiếm những vùng đất này trong tương lai. Các quý tộc Luxemburgs khuyên vua Ba Lan kết hôn với Adelaide Hesska, con gái của Henryk II Żelazny. Casimir đồng ý vào ngày 29 tháng 9, ông kết hôn với công chúa ở Poznań.
Sau khi tạm thời dẹp xong mối họa Teutons bằng Hiệp ước Kalisz năm 1343, Casimir quan tâm giúp đỡ nước Serbia. Năm 1343, hoàng tử mới của Żagan Henryk V Żelazny không tỏ lòng kính trọng Jan Lurxemburg, và thậm chí bắt đầu chiến tranh và lấy đi người Serb vùng Głogów trong vài tháng. Trước tình hình này, vua Ba Lan vẫn cử quân ra giúp vua Lurxemburg, mặc khác vẫn tìm cách lấy lại vùng đất Wielkopolska với trung tâm ở Wschowa hiện đang nằm trong tay hoàng tử Żagań. Hoàng tử Żagań ngay sau đó bị đạo quân của chú mình là hoàng thân Konrad I Oleśnicki và Jan ścinawski đánh tan tành tại trận chiến Oleśnica. Quân Ba Lan đại thắng đã đốt phá Ścinawa, đàn áp dã man quân khởi nghĩa Żagań và Ścawa và bắt hàng Wschowa. Hiệp ước hòa bình được ký kết, vùng đất Wschowa được hợp nhất vào Vương quốc Ba Lan. Hiệp ước sau đó bị phá vỡ vì người Lurxemburg trợ giúp hoàng tử Żagań nổi loạn chống lại Ba Lan, đồng thời hứa sẽ giúp cựu hoàng tử Żagań lấy lại những vùng đất bị mất. Năm 1344, Henry V tỏ lòng kính trọng vua Serbia và từ đó ông trở thành một chư hầu trung thành của những người cai trị Serbia.

### Quan hệ với Hiệp sĩ Teutons
Năm 1336, vua Casimir III kết thúc chiến tranh với Hiệp sĩ Teutons với Hiệp định đình chiến 24/6/1336. Sự kết thúc có lợi này tạo điều kiện cho việc thực thi những quyết định của hội nghị ở Visegrad năm 1335 thành hiện thực. Tuy nhiên, Casimir III lệnh cho phái đoàn đàm phán Ba Lan đưa yêu sách về các vùng đất tranh chấp với Teutons để gây sức ép với các bên liên quan tại Hội nghị.
Kết quả là trước khi Hiệp định được công bố, Casimir III đã thỏa thuận với Jan Luxemburg nên vùng đất Dobrzyń của Teutons bị mất vào tay Ba Lan. Giáo hoàng Benedict XII sau đó đã phải thừa nhận ngôi vị chính thức của vua Ba Lan Casimir III. Do việc thừa nhận này, Giáo hoàng La Mã mất luôn quyền xử lý các vấn đề châu Âu - Ngài chỉ có quyền phán quyết khi các Hiệp ước hòa bình đang được xúc tiến đàm phán và ký kết. Điều quan trọng nhất của Ba Lan là như sau: Kujawy và Dobrzyn đã được chuyển đến Siemowit II hoặc giám mục Kujawy cho đến khi đáp ứng hết các điều kiện hòa bình, sau đó được giao trả lại hết cho vua Ba Lan. Vùng Gdańsk Pomerania trở thành "của bố thí" cho Hiệp sĩ Teutons để họ đỡ mất danh dự. Casimir III còn mưu tính đòi đất Chełmno của Teutons và đã có trận đánh xảy ra của hai bên. Tháng 6/1336, Hiệp định chính thức được ký kết. Theo trích đoạn hiệp định này, Casimir III trao vùng Dobrzyn cho hoàng thân xứ Visegrad là Władysław Garbaty và hoàng thân này viết một bức thư cho Jan xứ Lurxemburg đề nghị từ bỏ khoản bồi thường của mình. Mặc dù nội dụng Hiệp định chỉ có vậy, nhưng cả Casimir lẫn Teutons đều không hào hứng đón nhận phán quyết này - đơn giản vì vua Ba Lan chưa đòi được chủ quyền vùng Pomerania. Hiệp sĩ Teuton không trả lại Kujawy và Dobrzyn và không thừa nhận quyền quản lý hai vùng đất này của Siemowit II hoặc giám mục của Kujawy. Sau khi thỏa thuận ngừng bắn có hiệu lực ít lâu, vua Ba Lan ban hành một văn kiện tuyên bố rằng, ông sẽ chấp nhận hết mọi phán quyết của Hiệp định và sẽ thực hiện các quyết định của mình trong vòng một năm kể từ ngày 24 tháng Sáu. Đến tháng 6/1337 (đúng 1 năm khi thỏa thuận ngừng bắn được ký kết), Casimir III trì hoãn việc chờ đợi phán quyết của Giáo hoàng về hai lời than phiền của Ba Lan về Hiệp sĩ Teutons. Tổng giám mục Gniezno của Ba Lan sau đó cáo buộc các Hiệp sĩ Teutons xâm chiếm tài sản của nhà thờ, việc phá hủy các nhà thờ và cướp bóc, Casimir III cáo buộc họ chiếm giữ các vùng đất thuộc Vương quốc Ba Lan.
Tháng 3/1337, vua Lurxemburg tiến hành hòa giải cho cuộc đàm phán Ba Lan - Teutons ở Inowrocław. Là một người khôn ngoan và không vô tư, vua Jan xứ Lurxemburg muốn ngăn chặn Ba Lan lấy lại Pomorze, bởi vì sau đó Lurxemburg có thể tập trung vào việc khôi phục Silesia. Trước khi bắt đầu cuộc đàm phán, Jan xứ Lurxemburg ban hành một tuyên bố xác nhận việc cấp Gdansk Pomerania cho các Hiệp sĩ Teuton, diễn ra vào năm 1329. Nguyên nhân của việc chậm trễ này là thiếu con dấu xác nhận của hoàng hậu Lurxemburg và hoàng tử Karl còn nhỏ tuổi. Đây cũng là trò chơi ngoại giao của Lurxemburg nhằm tăng cường vị thế của Hiệp sĩ Teutons, đưa Teutons vào vòng ảnh hưởng của Lurxemburg
Casimir III cũng cố gắng củng cố vị thế của mình. Đầu tháng 3/1337, ông thỏa thuận với hoàng thân Władysław Garbaty về việc trao quyền quản lý vùng đất Dobrzyń cho hoàng thân, đổi lại vua Ba Lan sẽ chiếm hữu vùng đất Łęczyca. Như một kết quả của các cuộc đàm phán ở Inowrocław, Casimir III từ bỏ chủ quyền với Pomerania và trao vùng đất Chełmno cho các Hiệp sĩ Teuton. Nhà vua cũng hứa rằng ông sẽ không bao giờ liên minh với ngoại giáo Lithuania, ân xá với kẻ thù cũ đã liên minh với Hiệp sĩ Teutons, giải phóng tất cả các tù nhân bị giam giữ tại Vương quốc Ba Lan. Casimir tuyên bố hủy bỏ mọi bồi thường chiến phí mà Teutons phải trả. Về phần mình, Hiệp sĩ Teutons chấp nhận sự trung lập của Dobrzyń và đất Kujawy và đưa Otto von Bergow của Serbia lên cai quản; trong khi Castellan của Dobrzyń và Kujawy inowrocław thuộc ảnh hưởng của Ba Lan. Nếu nhà vua Ba Lan không phê chuẩn hiệp ước, những vùng đất trên sẽ rơi vào tay Teutons. Sau nhiều cuộc tranh cãi quyết liệt, cuối cùng một phần của Kujawy được trao cho Ba Lan như một phần của hòa giải Ba Lan - Teutons. Các Hiệp sĩ Teutons muốn lấy lại uy thế như trước đây nên trông chờ vào quyết định của Giáo hoàng La Mã. Vua Ba Lan lại thích việc chờ đợi này của Teutons và hứa với Hungaria rằng điều này không xảy ra đâu.
Vào ngày 4 tháng 5 năm 1338, Giáo hoàng cử một số đại biểu như Galhrë Carceribus (nhà sưu tập Ba Lan - Hungaria), Piotr d'Annécy (nhà sưu tập Pháp) đến tổ chức phiên điều trần Ba Lan - Teutons. Bắt đầu vào ngày 4 tháng 2 năm 1339 tại một khu vực trung lập của Warsaw, phái đoàn Teuton ngay lập tức phản đối và rời khỏi phiên điều trần. 126 đại biểu Ba Lan có mặt tại phiên điều trần có thừa nhận những vùng đất bị Teutons chiếm đóng nay thuộc quản lý của các quý tộc Ba Lan. Những vùng đất mà Wladyslaw I chiếm giữ năm 1306 là bị Teutons cướp lấy. Các thẩm phán đã tranh biện với các đại diện của Ba Lan và trao đề xuất của nhà vua Ba Lan cho Teutons. Casimir III sau đó đã rút đề xuất trên và gửi cho Hiệp sĩ Teutons 14.000 đồng, nhưng Hiệp sĩ không chấp nhận khoảng bồi thường này. Trước khi phiên điều trần kết thúc, Casimir III miễn cho Avignon một nửa số tiền bồi thường được cấp cho Ba Lan do kết quả của phiên tòa 1321, hoặc 15.000 đồng vàng. Ngày 15 tháng 9, bản kết luận của phiên điều trần cho kết quả: Ba Lan nhận được Pomerania, Kujawy và Chełmno, Dobrzyn và Michałów; nhận được số tiền bồi thường 194.500 đồng. Các thẩm phán ra lệnh cách chức tướng Dytryk von Altenburg, các ủy ban và các trưởng xã. Tuy nhiên, các Hiệp sĩ Teuton đã kêu gọi Giáo hoàng và không phê chuẩn phán quyết này. Do thắng lợi của phán quyết này, Ba Lan có thể khẳng định với châu Âu rằng những vùng đất này thuộc về Vương quốc Ba Lan. Do tác động của Hiệp sĩ Teutons, Giáo hoàng bổ nhiệm một ủy ban đặc biệt, bao gồm các giám mục: Meissen, Krakow và Chełmno để khôi phục châu Âu như trước chiến tranh, có lệnh cho Teutons chỉ phải trả chiến phí cho Ba Lan là 10.000 đồng - tương đương với thu nhập từ vùng Kujawy và Dobrzyń bị mất do việc chiếm đóng của Teutons. Nhưng đến khi Giáo hoàng Clêmentê VI lên thay Benedict XII, ông đã đảo ngược mọi quyết định của người tiền nhiệm.
Cuộc đấu tranh với Lithuania và Tatars về vùng đất Ruthenia Halicka vào năm 1340 đã phần nào ngăn chặn được cuộc phục thù trở lại của Hiệp sĩ Teutons. Để tránh một cuộc chiến có thể xảy ra với Teutons, vua Ba Lan mời đại diện là nhà vua Ba Lan, Thống lĩnh Dytryk von Altenburg, Karol Robert và đại diện của Luxembourg đến Toruń vào mùa thu năm 1341 để hội đàm. Nhưng cái chết bất ngờ của thống lĩnh Teutons làm cuộc hội đàm bị gián đoạn. Các cuộc đàm phán được tiếp tục vào năm 1343 tại Kalisz và dẫn đến cuộc hòa giải Teutons - Ba Lan do Tổng Giám mục Gniezno, Jarosław Bogoria điều khiển. Để tăng cường vị trí của mình, Casimir đánh chiếm vùng Poznań vào ngày 29 tháng 2 năm 1343 và lập liên minh phòng thủ với hoàng thân Tây Pomeranian Bogusław V, Barnim IV và Warcisław V. Theo liên minh phòng thủ này, các hoàng thân Pomerania có nhiệm vụ cung cấp cho Ba Lan 400 quân có vũ trang và cấm quân Teutons qua lãnh thổ của họ. Liên minh này được củng cố hơn nữa qua cuộc hôn nhân của Bogusław V với Elisabeth, con gái của Casimir. Hiệp ước hòa bình được ký ngày 8 tháng 7 tại Kalisz vào ngày 23 tháng 7 tại làng Wierzbiczany gần Inowrocław (theo Paweł Jasienica thì ở dưới làng Wierzblin) giữa Casimir và Thống lĩnh Ludolf König. Theo hiệp ước, Casimir III từ bỏ quyền của mình vào vùng Gdańsk Pomerania, vùng đất Chełmno và Michałów. Đổi lại, Hiệp sĩ Teutons trả lại phần còn lại của Kujawy và vùng đất của Dobrzyń cho Ba Lan, bồi thường 10.000 florins. Mặc dù không được Nghị viện Ba Lan phê chuẩn, nhưng hiệp ước này đã xóa bỏ âm mưu lấy lại Pomerania của Ba Lan. Sau cùng, hiệp ước được Giáo hoàng chính thức phê chuẩn mặc dù Ba Lan không mặn mà với hiệp ước này và vẫn mưu đánh chiếm Pomerania. Ít lâu sau, hiệp ước này không được hai bên tuân thủ: Casimir đã không ngừng là chủ sở hữu của Pomerania. Các Hiệp sĩ Teutons đã không trả 10.000 florins như đã hứa hẹn. Mặc dù việc thực hiện không đầy đủ, Hiệp ước Kalisz tỏ ra rất bền - bổ sung với sự phân định từ năm 1349, nó vẫn có hiệu lực cho đến 1409
Năm 1350 đánh dấu xung đột công khai khi Teutons tìm cách phá hoại hiệp ước. Vào thời điểm đó, một số vụ khiêu khích của Teutons ở các địa phương chống lại Ba Lan đã diễn ra. Tình hình trở nên căng thẳng khi Casimir liên minh với Lithuania bằng hiệp ước hòa bình năm 1356, Hiệp sĩ Teutons coi đây là mối đe dọa sắp đến. Một biểu hiện của mối đe dọa này là sự cố Rajgrodzki. Vào năm 1360, với sự chấp thuận của Kiejstut, Casimir III ra lệnh xây một lâu đài ở Rajgród, các Hiệp sĩ Teutonic phản đối mạnh mẽ. Tuy nhiên, khi nhà vua không thay đổi ý định, họ tấn công Rajgród, buộc Casimir III phải hủy bỏ ý định trên và rút lui.
Năm 1368, vua Ba Lan đến thăm thành Malbork, nơi ông được Thống lĩnh Teutons Winrich von Kniprode chiêu đãi trong ba ngày. Có lẽ nhà vua muốn nhìn vào bên trong vùng đất của Teutons và đánh giá liệu Ba Lan có đủ sức mạnh để đánh bại Teutons hay không. Rõ ràng là nhà vua không bao giờ tiến hành bất kỳ hoạt động chuẩn bị nào cho cuộc chiến chống lại các Hiệp sĩ Teutons

### Quan hệ với triều Angevin của Hungary
Quốc vương Casimir III tiếp tục duy trì quan hệ thân thiết với triều Angevin của Hungary, vốn được khởi động vào cuối thời cha ông là Wladyslaw. Nhờ những cải cách tích cực của cha con nhà Anjou - nổi bật là Louis I Vĩ đại, Hungaria đã trở thành một quốc gia cường thịnh. Chính vì lẽ đó mà trong năm 1327, Wladyslaw I có lời hứa với vua Hungary Charles I rằng sẽ mời con trai của ông này (tức vua Hungary) sang Ba Lan kế vị trong trường hợp con trai Casimir không có hậu duệ nam nào. Khi Casimir lâm bệnh nặng, ông cần sự giúp đỡ lớn của Hungary trong cuộc chiến chống lại người Serbia; đồng thời ngỏ ý cho vua Hungary sẽ kế ngôi trong trường hợp nhà Piast không còn hậu duệ nào. Có lẽ đây là lần đầu tiên ông làm điều này tại đại hội Visegrad năm 1335.
Theo tài liệu - Budznia Chronicle thế kỷ 15 và Turocy Chronicle - vào tháng 7 năm 1339, Casimir tới Visegrad và bổ nhiệm Louis làm người kế nhiệm ông. Theo một số sử gia, điều này đã xảy ra một năm trước đó. Bolesław Jerzy II có lẽ đã tham dự đại hội. Có lẽ, Charles I Robert sau đó đã trao Halicz và Włodzimierz, kể cả quyền cho con trai mình lên kế ngôi vua Ba Lan cho quốc vương Casimir III; vua Hungaria cũng hứa sẽ giúp anh rể trong việc chiếm Rus và chuẩn bị đối phó cuộc tấn công của các Hiệp sĩ Teuton. Vua Hungary cũng được phép kế vị ngai vàng Ba Lan, nếu Casimir đã chết mà không có con trai. Tuy nhiên, ông vẫn phải hứa rằng với tư cách là những người cai trị Ba Lan, nhà Angevin sẽ tìm cách lấy lại những vùng đất cũ của Vương quốc Ba Lan bị mất. Với vấn đề Rus, trong trường hợp vua Ba Lan có con trai, nhà Anjou sẽ có quyền mua Halych-Vladimir với số tiền 100.000 fluoride. Trường hợp khi Casimir III qua đời, Rus sẽ rợi vào tay Hungary.
Năm 1340, Louis xứ Hungary tiến hành cuộc viễn chinh đánh Litva. Casimir III cũng dẫn quân tham gia cuộc viễn chinh này, nhưng bệnh tật bùng phát làm Casimir bỏ dở cuộc hành trình - để ngỏ khả năng kế vị vua Ba Lan cho nhà vua Hungary. Louis - người kế vị xứng đáng và là hậu duệ của thánh Stephen I của Hungary. Vị vua Ba Lan tương lai không được ghép tên Đức nào, có thể bổ nhiệm người Ba Lan làm cố vấn và phải trả tiền cho các cuộc chiến tranh. Cuối cùng, Casimir III khỏe lại và tiếp tục chiến tranh.
Vào tháng 1 năm 1355, một phái đoàn quý tộc Ba Lan đến Buda thay mặt cho tất cả cư dân của vương quốc Ba Lan, đề ra các điều kiện để chấp nhận ngai vàng Ba Lan của nhà Anjou. Ngày 14 tháng 1, Louis ra văn bản chấp nhận những điều kiện mà Ba Lan đưa ra: hứa sẽ không thu thuế bất thường, hứa sẽ trả tiền cho các cuộc viễn chinh quân sự ở nước ngoài. Đổi lại, các đại diện Ba Lan đồng ý với sự kế vị của nhà Anjou (tức là Louis, cháu trai của Jan và con cháu nam có thể của họ),